# Kirowez K-9000
Die Traktoren der Baureihe Kirowez K-9000 (russisch Кировец К-9000) sind schwere russische Landmaschinen in Knicklenkerbauweise mit Allradantrieb. Die Modellreihe ist die sechste Generation von Großtraktoren aus dem Kirowwerk in Sankt Petersburg und Nachfolger des Modells Kirowez K-744R.

## Beschreibung

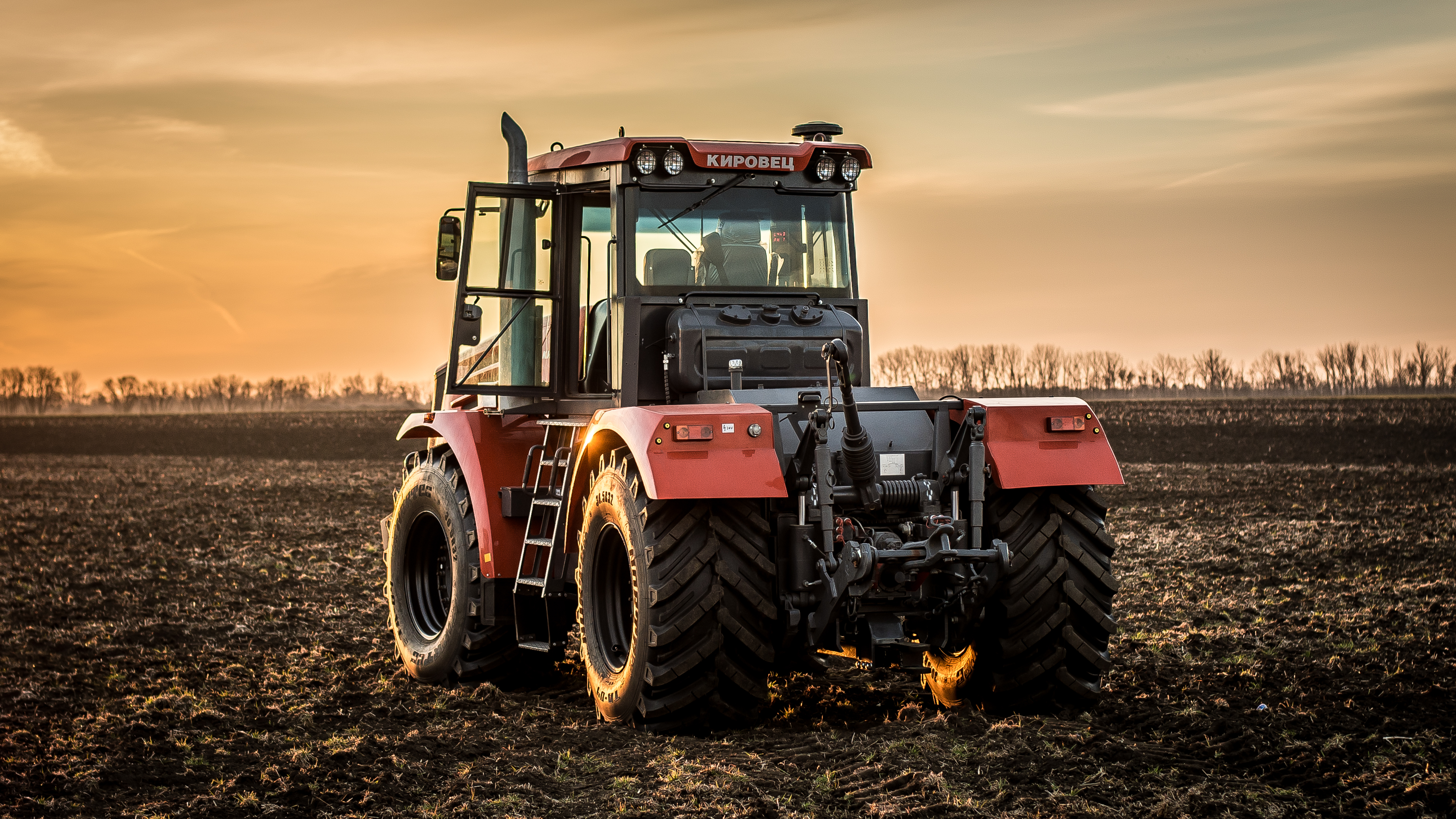
Heckansicht eines K-9000 (2017)

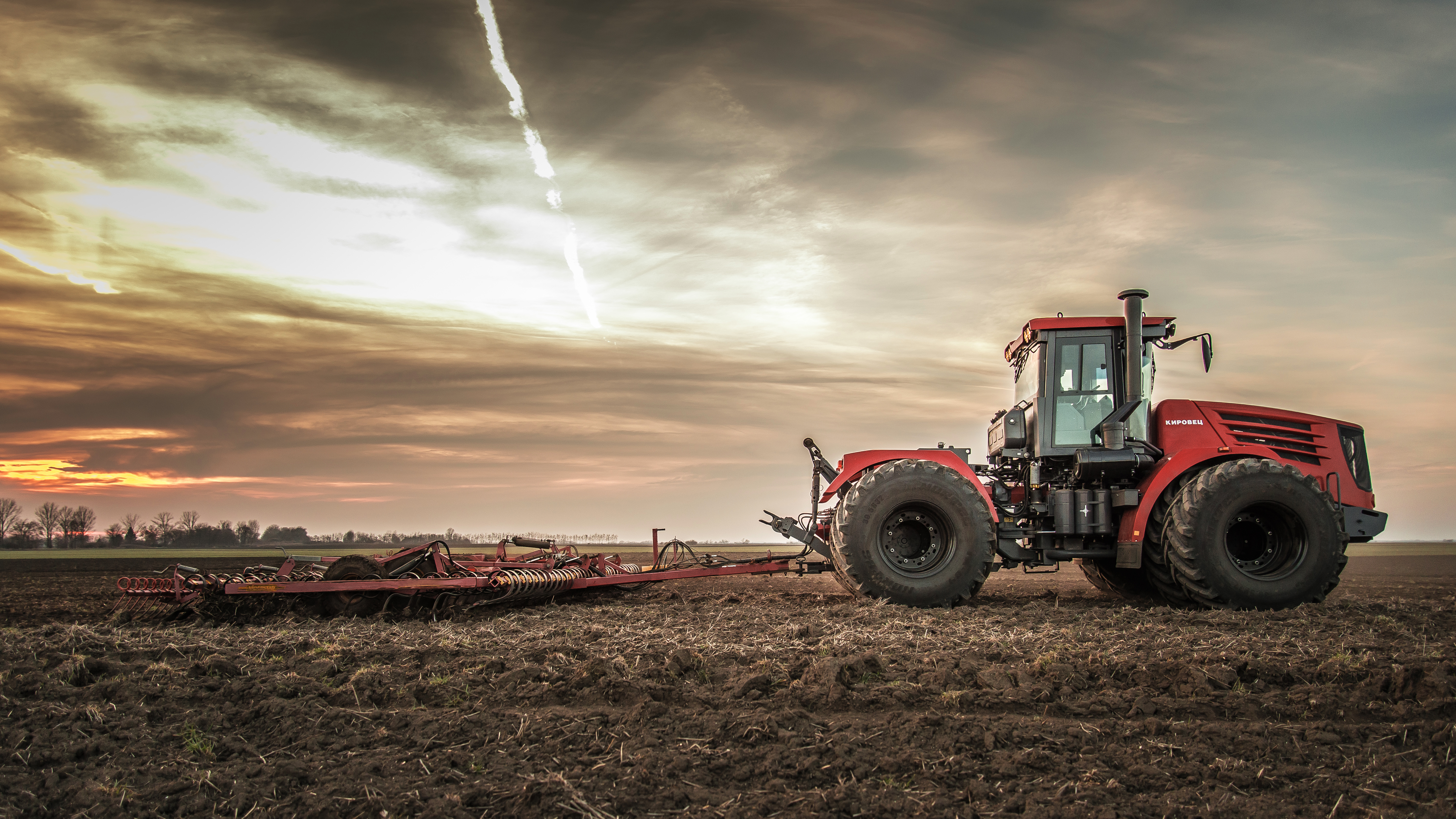
K-9000 mit Egge (2017)

Die Baureihe K-9000 wurde vom Hersteller ab 2008 konzipiert und wird seit 2012 in Serie gefertigt. Als Nachfolger des weiter produzierten Kirowez K-744R handelt es sich bei der K-9000-Baureihe um die sechste Generation von Nachkriegstraktoren aus Sankt Petersburg. Insgesamt gibt es fünf unterschiedliche Modelle, die sich hauptsächlich durch die Motorleistung unterscheiden. Im leistungsstärksten Modell K-9520 mit knapp 520 PS (382 kW) ist ein Achtzylinder-Dieselmotor verbaut. Im Gegensatz zum Vorgänger werden nun alle Modellversionen mit Motoren von Mercedes-Benz ausgestattet.
Insbesondere im Bereich der Getriebe wurden größere Aktualisierungen vorgenommen. So werden Doppelkupplungen eingesetzt, die leistungsstärkste Version hat ein Strömungsgetriebe, um die hohen Kräfte übertragen zu können. Zudem werden Klimaanlagen, Radios und eine GPS-Steuerung verbaut. Die Montage von Doppelbereifung ist möglich, die Preise für die Traktoren liegen je nach Version zwischen 6,5 und 9 Millionen Rubel (Stand März 2016 etwa 81.000 bis 112.500 €).

## Technische Daten
| Modell                              | K-9360                            | K-9400                            | K-9430                            | K-9450                            | K-9520                        |
| ----------------------------------- | --------------------------------- | --------------------------------- | --------------------------------- | --------------------------------- | ----------------------------- |
| Motortyp                            | OM 457 LA E2/4                    | OM 457 LA E2/3                    | OM 457 LA E2/2                    | OM 457 LA E2/1                    | OM 502 LA                     |
| Motor                               | Sechszylinder-Reihenmotor, Diesel | Sechszylinder-Reihenmotor, Diesel | Sechszylinder-Reihenmotor, Diesel | Sechszylinder-Reihenmotor, Diesel | Achtzylinder- V-Motor, Diesel |
| Leistung in PS (kW)                 | 354 (260)                         | 401 (295)                         | 428 (315)                         | 455 (335)                         | 516 (380)                     |
| Hubraum in l                        | 11,97                             | 11,97                             | 11,97                             | 11,97                             | 15,93                         |
| Drehmoment in Nm bei 1200 min−1     | 1800                              | 1900                              | 2000                              | 2000                              | 2400                          |
| Anzahl der Gänge vorwärts/rückwärts | 16/8                              | 16/8                              | 16/8                              | 16/8                              | 12/2                          |
| Höchstgeschwindigkeit in km/h       | 30                                | 30                                | 30                                | 30, auch 40 angegeben             | 36, auch 40 angegeben         |
| Tankinhalt in l                     | 1030                              | 1030                              | 1030                              | 1030                              | 1030                          |
| Länge in mm                         | 7350                              | 7350                              | 7350                              | 7350                              | 7350                          |
| Breite in mm                        | 2875                              | 2875                              | 2875                              | 2875                              | 3070                          |
| Höhe in mm                          | 3720, auch 3740 angegeben         | 3720, auch 3740 angegeben         | 3720, auch 3740 angegeben         | 3720, auch 3740 angegeben         | 3710, auch 3740 angegeben     |
| Radstand in mm                      | 3750                              | 3750                              | 3750                              | 3750                              | 3750                          |
| Leergewicht ohne Ballast in kg      | 16.500                            | 16.500                            | 16.500                            | 16.500                            | 16.500                        |
| Zulässiges Gesamtgewicht in kg      | 24.000                            | 24.000                            | 24.000                            | 24.000                            | 24.000                        |

Quellen.